# Тенета Борис Йосипович
Тене́та Бори́с (справжнє ім'я Бори́с Йо́сафович Гурі́й; *8 квітня 1903, с-ще Покровське Катеринославської губернії (нині райцентр Дніпропетровської області)  — † 6 лютого 1935, Київ, тюрма НКВД СССР) — український поет та прозаїк Розстріляного відродження.
Жертва сталінського терору.

## Життєпис
Народився в сім'ї священика Йосафа Михайловича Гурєєва. Мати Олександра Олександрівна Бабиніна була донькою управляючого маєтком. Після смерті батька 1914 року і матері 1916 року перебрався до Катеринослава. Рано почав писати. У мистецькій хроніці альманаху «Вир революції» (Катеринослав, 1921) зазначалося: «Борис Гурій, молодий український поет, приготував до друку першу збірку поезій під назвою „Чорний пар“ і написав п'єсу на 4 картини „Казка“. Доля цих ранніх творів невідома.
На початку 1920-х був одним з найдіяльніших членів Катеринославської філії спілки селянських письменників „Плуг“. Спогадами про цей період життя Тенети поділився його приятель письменник Василь Сокіл. В оповіданні Б. Тенети „Безробітний“ („Життя й революція“, 1925) відбито реалії Катеринослава, у якому окупаційна російська влада дала дозвіл на відновлення економічного життя.
У 1920-х роках перебрався до Києва. Друкувався з 1924 року в журналах «Глобус», «Життя й революція», «Зоря», «Нова Громада», «Червоний шлях»» та ін. У Києві належав до літературної організації «Ланка»-МАРС. Окремими книгами вийшли повісті та оповідання «Листи з Криму» (1927), «Гармонія і свинушник» (1928), «Десята секунда» (1929), «Будні», «Ненависть», «П'яниці» (1930), «В бою» (1931).
Після початку масових арештів літераторів, звернувся з окремою письмовою відозвою до шефа СССР Йосипа Сталіна. Заарештований групою НКВД СССР 30 січня 1935 року, 6 лютого імовірно заподіяв собі смерть у в'язниці.
Удова з дочкою виїхали з України і жили у Москві.

## Твори
- Листи з Криму. — К., 1927.
- Гармонія і свинушник. — К., 1928.
- Десята секунда. — К., 1929.
- Будні. — К., 1930.
- Ненависть. — К., 1930.
- П'яниці. — К., 1930.
- В бою. — К., 1931.